# National Centre for Children's Books

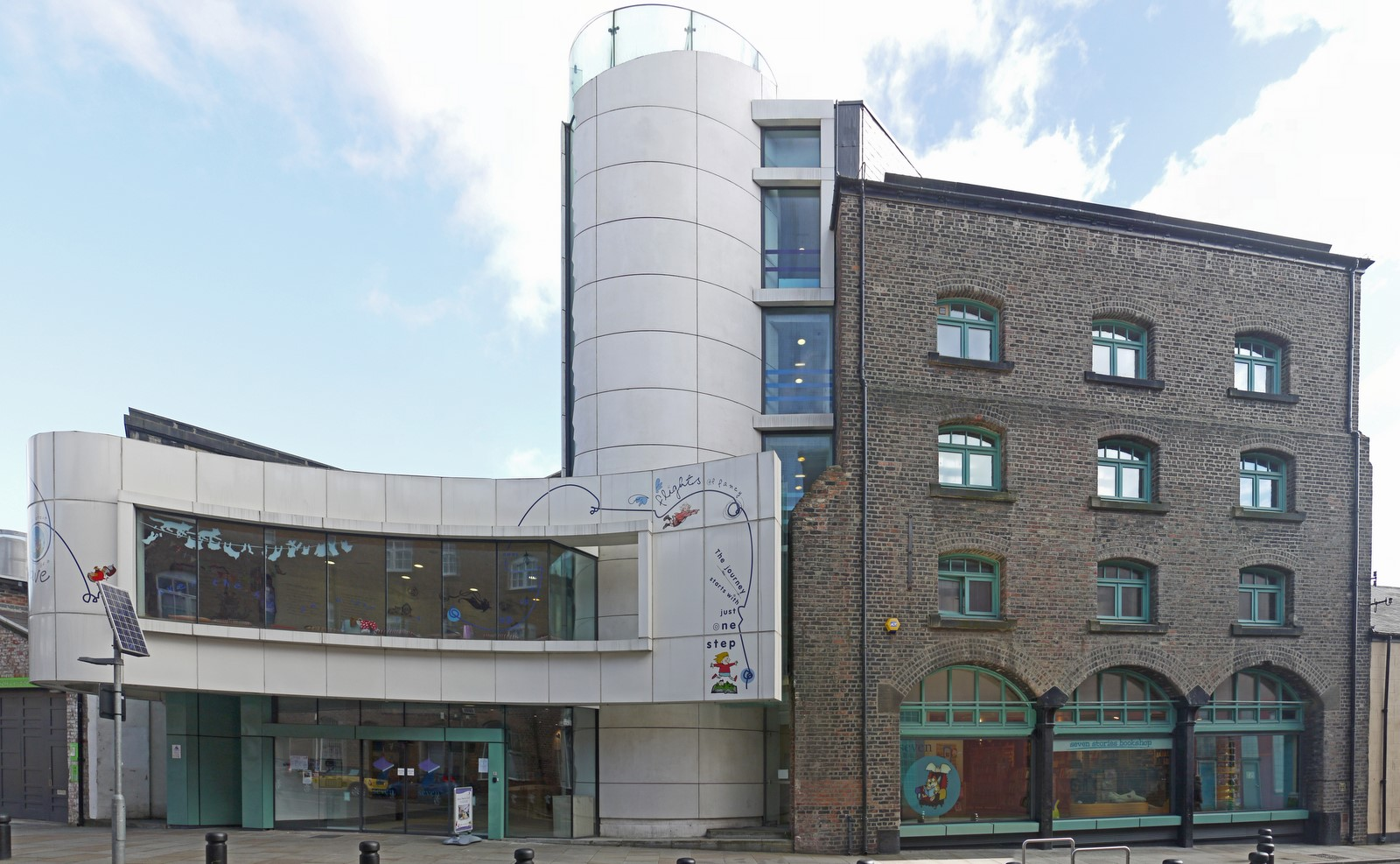

Het National Centre for Children's Books of Seven Stories is een museum en bezoekerscentrum in Newcastle upon Tyne. Het is gehuisvest in een Victoriaans fabriekspand met zeven verdiepingen. Het werd geopend in 2005 en is gewijd aan Britse kinder- en jeugdliteratuur. Het museum aan Lime Street heeft originele illustraties en manuscripten van kinderboeken (waaronder Sjakie en de chocoladefabriek).